# イデュルスルファーゼ
イデュルスルファーゼ（Idursulfase）とは、ムコ多糖症II型（ハンター症候群とも呼ばれる）の治療に使用される希少疾病用医薬品である。
イデュルスルファーゼは、リソソーム酵素であるイズロン酸-2-スルファターゼから精製された525個のアミノ酸残基を有する糖蛋白質（分子量：約76,000、アミノ酸部分は59,274.99Da）である。ヒト繊維肉腫細胞HT1080の培養細胞系において遺伝子組換え(en)技術を用いて生成される:3-4。
ムコ多糖症II型の治療薬ではあるが、中枢神経症状には効果がない。
米国のTrans Karyotic Therapies社（現Shire Human Genetic Therapies社）によりムコ多糖症II型に対する治療薬として開発され、2006年7月に米国食品医薬品局（FDA）で、2007年1月に欧州医薬品庁（EMEA）で医薬品として承認された。日本では、2006年12月に希少疾患用医薬品に指定され、患者数が非常に少ないこと、速やかな保険適応が望まれることなどから、日本人患者を4例含む米国臨床試験データにより2007年10月に承認された:1。
Shire Pharmaceuticals GroupのShire Human Genetic Therapies社によって製造されており、日本においてはジェンザイム・ジャパンが販売している（販売名：エラプレース、英：Elaprase）。イデュルスルファーゼは最も高価な薬物の1つであり、初期の年間経費は30万ドルであったと報告されている。

## 警告
注入時反応の内、重篤なアナフィラキシー、ショックが発現する可能性がある。
重症な呼吸不全または急性呼吸器疾患のある患者に投与した場合、注入時反応によって症状の急性増悪が起こる可能性がある。

## 副作用
投与中から投与開始24時間以内に重度の注入時反応やアナフィラキシーが発生することがある。
重症呼吸不全や急性呼吸器疾患がある患者では症状が急性増悪することがあるので、気道確保等の適切な処置が必要である。
イデュルスルファーゼに対するIgG抗体が産生される。